# Octopoma abruptum
Octopoma abruptum är en isörtsväxtart som först beskrevs av Ernst Friedrich Berger, och fick sitt nu gällande namn av Nicholas Edward Brown. Octopoma abruptum ingår i släktet Octopoma och familjen isörtsväxter. Inga underarter finns listade i Catalogue of Life.